# Коррадо, Джино
Джино Коррадо (англ. Gino Corrado; 9 февраля 1893 — 23 декабря 1982) — итальянский киноактёр. Снялся с 1916 по 1954 год в 355 фильмах, почти всегда в небольших ролях.

## Биография
Родился во Флоренции, Италия. Фильмография актёра чрезвычайно обширна. Он единственный из актёров, который снялся в трёх самых значительных фильмах Золотого века Голливуда: «Унесенные ветром», «Гражданин Кейн» и «Касабланка». Также он снялся в роли итальянского лейтенанта в фильме кинокомпании 20th Century Fox «Четники» (1943) о войне на Балканах.
Коррадо умер в Лос-Анджелесе, штат Калифорния в декабре 1982 года в возрасте 89 лет. Его могила находится на кладбище «Valhalla Memorial Park Cemetery». На надгробии помещено изображение актёра из фильма «Micro-Phonies» с надписью, «Навсегда на экране, навсегда в наших сердцах».

## Избранная фильмография
- 1916 — Нетерпимость
- 1918 — Реституция — Адам
- 1922 — Моя американская жена
- 1923 — Ребро Адама
- 1923 — / The Thrill Chaser
- 1924 — Мужчины
- 1925 — Береговой патруль
- 1926 — Богема / La bohème — Марсель
- 1926 — Любительский Джентльмен
- 1926 — / The White Black Sheep
- 1926 — Волжский бурлак (нет в титрах)
- 1927 — Восход солнца
- 1928 — Заряд гаучо
- 1929 — Железная маска
- 1930 — Те, кто танцует
- 1931 — Одержимая
- 1931 — Это моя линия
- 1933 — Соблюдайте закон
- 1934 — Я вор / I Am a Thief
- 1934 — Я продам всё / I Sell Anything
- 1935 — Рай-Каньон
- 1936 — / The Oregon Trail
- 1936 — Мистер Дидс переезжает в город
- 1938 — Роза Рио-Гранде
- 1939 — Унесённые ветром
- 1939 — Г-н Мото берет отпуск
- 1939 — / Saved by the Belle
- 1940 — Ребекка
- 1941 — / An Ache in Every Stake
- 1941 — Почтительнейше ваш / Affectionately Yours
- 1941 — Гражданин Кейн
- 1943 — Касабланка
- 1943 — Назначение в Берлин
- 1943 — Четники! — итальянский лейтенант
- 1945 — Микро-обманщики
- 1945 — Колокол Адано / A Bell for Adano — Дзапулла (нет в титрах)
- 1951 — Тайны Монте-Карло